# If I Were a Boy
"If I Were a Boy" là một bài hát của nghệ sĩ thu âm người Mỹ Beyoncé nằm trong album phòng thu thứ ba của cô, I Am... Sasha Fierce (2008). Nó được phát hành vào ngày 13 tháng 10 năm 2008 bởi Columbia Records như là đĩa đơn đầu tiên trích từ album, và là đĩa đơn mặt A đôi với "Single Ladies (Put a Ring on It)" để thể hiện sự tương phản giữa cá nhân Beyoncé và hình tượng trên sân khấu của cô, Sasha Fierce. Bài hát được đồng viết lời và sản xuất bởi BC Jean và Toby Gad, người cũng đồng thời chịu trách nhiệm sản xuất nó với Beyoncé. Được lấy cảm hứng từ sự tan vỡ trong một mối quan hệ tình cảm, "If I Were a Boy" ban đầu được thu âm bởi Jean nhưng đã bị hãng đĩa của cô từ chối, trước khi Beyoncé thu âm phiên bản của riêng mình. Mặc dù rất buồn khi biết Beyoncé đã phát hành nó làm đĩa đơn, nhưng cả hai đã đạt được một thỏa thuận sau đó. Đây là một bản R&B ballad kết hợp với những nội dung từ pop và folk rock thông qua việc sử dụng nhiều loại nhạc cụ như đàn guitar mộc, trống và đàn dây, với nội dung đề cập đến sự than thở xung quanh những hiểu lầm giữa hai giới tính và truy tố nhân vật nam trong một mối quan hệ. Một phiên bản tiếng Tây Ban Nha của bài hát, với tiêu đề "Si Yo Fuera un Chico", đã được phát hành dưới hình thức nhạc số ở Mexico và Tây Ban Nha.
Sau khi phát hành, "If I Were a Boy" nhận được những phản ứng tích cực từ các nhà phê bình âm nhạc, trong đó họ đánh giá cao chất giọng đầy phấn khích và cảm động của Beyoncé, cũng như gọi đây là một điểm nhấn nổi bật từ I Am... Sasha Fierce và là một trong những tác phẩm xuất sắc nhất của cô cho đến nay. Bài hát cũng gặt hái những thành công vượt trội về mặt thương mại, đứng đầu các bảng xếp hạng ở Brazil, Đan Mạch, Na Uy, Thụy Điển và Vương quốc Anh, và lọt vào top 10 ở hầu hết những quốc gia nó xuất hiện, bao gồm vươn đến top 5 ở nhiều thị trường lớn như Úc, Áo, Canada, Pháp, Đức, Ireland, Ý, Hà Lan, New Zealand, Tây Ban Nha và Thụy Sĩ. Tại Hoa Kỳ, "If I Were a Boy" đạt vị trí thứ ba trên bảng xếp hạng Billboard Hot 100, trở thành đĩa đơn thứ mười của Beyoncé lọt vào top 10 dưới cương vị nghệ sĩ hát đơn và đã bán được hơn 3.2 triệu bản tại đây. Tính đến nay, nó đã bán được hơn 5 triệu bản trên toàn cầu, trở thành một trong những đĩa đơn bán chạy nhất trong sự nghiệp của nữ ca sĩ cũng như một trong những đĩa đơn bán chạy nhất mọi thời đại.
Video ca nhạc cho "If I Were a Boy" được đạo diễn bởi Jake Nava và ghi hình dưới phông nền đen trắng, trong đó Beyoncé hóa thân thành một nữ cảnh sát nhưng phải đối mặt với nhiều sự hiểu lầm nảy sinh trong quan hệ tình cảm với người chồng của cô (do cầu thủ NFL Eddie Goines thủ vai). Nó đã liên tục nhận được nhiều lượt yêu cầu phát sóng trên những kênh truyền hình âm nhạc như MTV, VH1 và BET, cũng như nhận được một đề cử tại giải BET năm 2009 ở hạng mục Video của năm và chỉ bị đánh bại bởi video ca nhạc cho "Single Ladies (Put a Ring on It)". Để quảng bá bài hát, nữ nghệ sĩ đã trình diễn "If I Were a Boy" trên nhiều chương trình truyền hình và lễ trao giải lớn, bao gồm The Ellen DeGeneres Show, Saturday Night Live, The Oprah Winfrey Show, The Tyra Banks Show, The X Factor UK, giải Âm nhạc châu Âu của MTV năm 2008, giải thưởng Âm nhạc Thế giới năm 2008 và giải Grammy lần thứ 52, cũng như trong nhiều chuyến lưu diễn của cô. Kể từ khi phát hành, nó đã được hát lại và sử dụng làm nhạc mẫu bởi nhiều nghệ sĩ khác nhau, như Reba McEntire, Little Mix, Wiz Khalifa và dàn diễn viên của Glee.

## Danh sách bài hát
| - Tải kĩ thuật số 1. "If I Were a Boy" – 4:09 - EP Dance Mixes Vol. 2 1. "If I Were a Boy" (Maurice Joshua Mojo UK Main phối lại) – 6:30 2. "If I Were a Boy" (Maurice Joshua Mojo UK Dub phối lại) – 6:28 3. "If I Were a Boy" (Karmatronic Main phối lại) – 6:25 4. "If I Were a Boy" (DJ Escape & Dom Capello Main phối lại) – 8:28 5. "If I Were a Boy" (Maurice Joshua UK radio chỉnh sửa phối lại) – 3:14 6. "If I Were a Boy" (Karmatronic radio chỉnh sửa phối lại) – 3:31 7. "If I Were a Boy" (DJ Escape & Dom Capello radio chỉnh sửa phối lại) – 4:07 | - Si Yo Fuera un Chico (Đĩa đơn nhạc số tại Tây Ban Nha) 1. "Si Yo Fuera un Chico (If I Were a Boy)" – 4:09 2. "Si Yo Fuera un Chico (If I Were a Boy)" (video ca nhạc) – 5:02 - EP Dance Mixes Vol. 2 1. "If I Were a Boy" (Lost Daze Main phối lại) – 5:08 2. "If I Were a Boy" (Mark Picchiotti Club phối lại) – 7:15 3. "If I Were a Boy" (Mark Picchiotti Dub phối lại) – 7:15 4. "If I Were a Boy" (Chase "Girls" Club phối lại) – 8:28 5. "If I Were a Boy" (Lost Daze radio chỉnh sửa phối lại) – 3:05 6. "If I Were a Boy" (Mark Picchiotti radio chỉnh sửa phối lại) – 3:42 7. "If I Were a Boy" (Chase "Girls" radio chỉnh sửa phối lại) – 3:31 |

## Thành phần thực hiện
| If I Were a Boy - Beyoncé Knowles – giọng hát, sản xuất - Brittany Jean Carlson – viết lời - Jens Gad – trống trực tiếp - Toby Gad – viết lời, sản xuất, thu âm, sắp xếp âm nhạc, nhạc cụ - Matt Green – hỗ trợ phối khí - Reggie Syience Perry – guitar, trống bổ sung - Mark "Spike" Stent – phối khí | Si Yo Fuera un Chico - Beyoncé Knowles – giọng hát, sản xuất - Andrés Bermúdez – phối khí - Britney Jean Carlson – viết lời - Jens Gad – trống trực tiếp - Toby Gad – viết lời, sản xuất, thu âm, sắp xếp âm nhạc, nhạc cụ - Rudy Pérez – biên dịch, sản xuất giọng hát - Reggie Syience Perry – guitar, trống bổ sung |

## Xếp hạng
| Bảng xếp hạng (2008-09)                  | Vị trí cao nhất |
| ---------------------------------------- | --------------- |
| Úc (ARIA)                                | 3               |
| Áo (Ö3 Austria Top 40)                   | 3               |
| Bỉ (Ultratop 50 Flanders)                | 4               |
| Bỉ (Ultratop 50 Wallonia)                | 9               |
| Brazil (ABPD)                            | 1               |
| Canada (Canadian Hot 100)                | 4               |
| Cộng hòa Séc (Rádio Top 100)             | 7               |
| Đan Mạch (Tracklisten)                   | 1               |
| Châu Âu (European Hot 100 Singles)       | 1               |
| Phần Lan (Suomen virallinen lista)       | 11              |
| Pháp (SNEP)                              | 5               |
| Đức (Official German Charts)             | 4               |
| Hungary (Rádiós Top 40)                  | 5               |
| Ireland (IRMA)                           | 2               |
| Ý (FIMI)                                 | 4               |
| Nhật Bản (Japan Hot 100)                 | 10              |
| Hà Lan (Dutch Top 40)                    | 1               |
| Hà Lan (Single Top 100)                  | 2               |
| New Zealand (Recorded Music NZ)          | 2               |
| Na Uy (VG-lista)                         | 1               |
| Ba Lan (Airplay Chart)                   | 2               |
| Bồ Đào Nha (Billboard)                   | 1               |
| Scotland (OCC)                           | 4               |
| Slovakia (Rádio Top 100)                 | 1               |
| Tây Ban Nha (PROMUSICAE)                 | 4               |
| Thụy Điển (Sverigetopplistan)            | 1               |
| Thụy Sĩ (Schweizer Hitparade)            | 3               |
| Anh Quốc (OCC)                           | 1               |
| Anh Quốc R&B (OCC)                       | 1               |
| Hoa Kỳ Billboard Hot 100                 | 3               |
| Hoa Kỳ Adult Contemporary (Billboard)    | 16              |
| Hoa Kỳ Dance Club Songs (Billboard)      | 2               |
| Hoa Kỳ Pop Airplay (Billboard)           | 9               |
| Hoa Kỳ Hot R&B/Hip-Hop Songs (Billboard) | 16              |
| Hoa Kỳ Rhythmic (Billboard)              | 8               |

| Bảng xếp hạng (2008)                 | Vị trí |
| ------------------------------------ | ------ |
| Australia (ARIA)                     | 44     |
| Australia Urban (ARIA)               | 20     |
| Europe (European Hot 100 Singles)    | 34     |
| France (SNEP)                        | 80     |
| Germany (Official German Charts)     | 71     |
| Ireland (IRMA)                       | 16     |
| Italy (FIMI)                         | 11     |
| Netherlands (Dutch Top 40)           | 53     |
| Netherlands (Single Top 100)         | 35     |
| New Zealand (Recorded Music NZ)      | 27     |
| Norway (VG-lista)                    | 16     |
| Sweden (Sverigetopplistan)           | 21     |
| Switzerland (Schweizer Hitparade)    | 46     |
| UK Singles (Official Charts Company) | 16     |
| Bảng xếp hạng (2009)                 | Vị trí |
| Australia Urban (ARIA)               | 27     |
| Austria (Ö3 Austria Top 75)          | 37     |
| Belgium (Ultratop 50 Flanders)       | 51     |
| Belgium (Ultratop 40 Wallonia)       | 66     |
| Brazil (ABPD)                        | 4      |
| Canada (Canadian Hot 100)            | 31     |
| Europe (European Hot 100 Singles)    | 11     |
| France (SNEP)                        | 41     |
| Germany (Official German Charts)     | 46     |
| Hungary (Rádiós Top 40)              | 32     |
| Netherlands (Dutch Top 40)           | 68     |
| Netherlands (Single Top 100)         | 52     |
| Norway (VG-lista)                    | 18     |
| Spain (PROMUSICAE)                   | 31     |
| Sweden (Sverigetopplistan)           | 43     |
| Switzerland (Schweizer Hitparade)    | 27     |
| UK Singles (Official Charts Company) | 74     |
| US Billboard Hot 100                 | 48     |
| US Hot Dance Club Songs (Billboard)  | 45     |
| US Hot R&B/Hip-Hop Songs (Billboard) | 90     |

| Bảng xếp hạng (2000-09)              | Vị trí |
| ------------------------------------ | ------ |
| Australia (ARIA)                     | 100    |
| UK Singles (Official Charts Company) | 68     |

## Chứng nhận
| Quốc gia                                                                           | Chứng nhận  | Số đơn vị/doanh số chứng nhận |
| ---------------------------------------------------------------------------------- | ----------- | ----------------------------- |
| Úc (ARIA)                                                                          | 3× Bạch kim | 210.000^                      |
| Canada (Music Canada) Nhạc số                                                      | 2× Bạch kim | 20.000^                       |
| Canada (Music Canada) Nhạc chuông                                                  | Vàng        | 5.000^                        |
| Canada (Music Canada) Video                                                        | Vàng        | 5.000^                        |
| Đan Mạch (IFPI Đan Mạch)                                                           | Bạch kim    | 15.000^                       |
| Pháp (SNEP)                                                                        | —           | 90,740                        |
| Đức (BVMI)                                                                         | Vàng        | 250.000^                      |
| Ý (FIMI)                                                                           | Vàng        | 25.000‡                       |
| New Zealand (RMNZ)                                                                 | Bạch kim    | 15.000*                       |
| Tây Ban Nha (PROMUSICAE)                                                           | Bạch kim    | 25.000*                       |
| Thụy Điển (GLF)                                                                    | Vàng        | 10.000^                       |
| Thụy Sĩ (IFPI)                                                                     | Bạch kim    | 30.000^                       |
| Anh Quốc (BPI)                                                                     | Bạch kim    | 1,100,000                     |
| Hoa Kỳ (RIAA) Nhạc số                                                              | 2× Bạch kim | 2.000.000^                    |
| Hoa Kỳ (RIAA) Nhạc chuông                                                          | Vàng        | 500.000^                      |
| * Chứng nhận dựa theo doanh số tiêu thụ. ^ Chứng nhận dựa theo doanh số nhập hàng. |             |                               |